# Bush Mwale
Bush Mwale (7 de novembro de 1993) é um jogador de rugby sevens queniano.

## Carreira
Bush Mwale integrou o elenco da Seleção Queniana de Rugbi de Sevens, na Rio 2016, que foi 11º colocada.